# Satanische Verse
Satanische Verse ist die Bezeichnung für eine Episode in der Biographie bzw. Legende des Religionsstifters und islamischen Propheten Mohammed, die mit der frühmekkanischen 53. Sure „Der Stern“ (an-Nadschm) im Koran zusammenhängt. Dort geht es in den Versen 19 bis 25 um die in der Kaaba in Mekka verehrten alten Gottheiten. In den „satanischen Versen“ werden die heidnischen (polytheistischen) Mekkaner gefragt, ob sie es nicht sonderbar fänden, dass Gott nur Töchter haben möchte, wo doch Mekkaner erst nach der Geburt von Söhnen zufrieden seien. Nach einer Überlieferung, die der Biograph Ibn Saʿd in sein Kitāb aṭ-Ṭabaqāt sowie der Korankommentator und Historiker at-Tabarī in seine Chronik und seinen Korankommentar aufgenommen haben, erlaubte der als Gesandter eines einzigen Gottes geltende Mohammed, die Göttinnen al-Lāt, al-ʿUzzā und Manāt um Fürsprache anzurufen, widerrief die entsprechenden Verse (welche in einer früheren Koranversion zwischen den heutigen Versen 53:20 und 53:21 niedergeschrieben gewesen sein könnten) jedoch bald, worauf gelegentlich die angeblich daraufhin offenbarte Sure 22 (Vers 52 f.) bezogen wird. Den Ausdruck „Satanische Verse“ prägte William Muir, in arabischen Chroniken und in Korankommentaren wird die Episode als قصة الغرانيق / qiṣṣat al-ġarānīq / ‚Kranichbericht‘ oder auch als die „untergeschobenen Verse“ bezeichnet.

## Die Verse

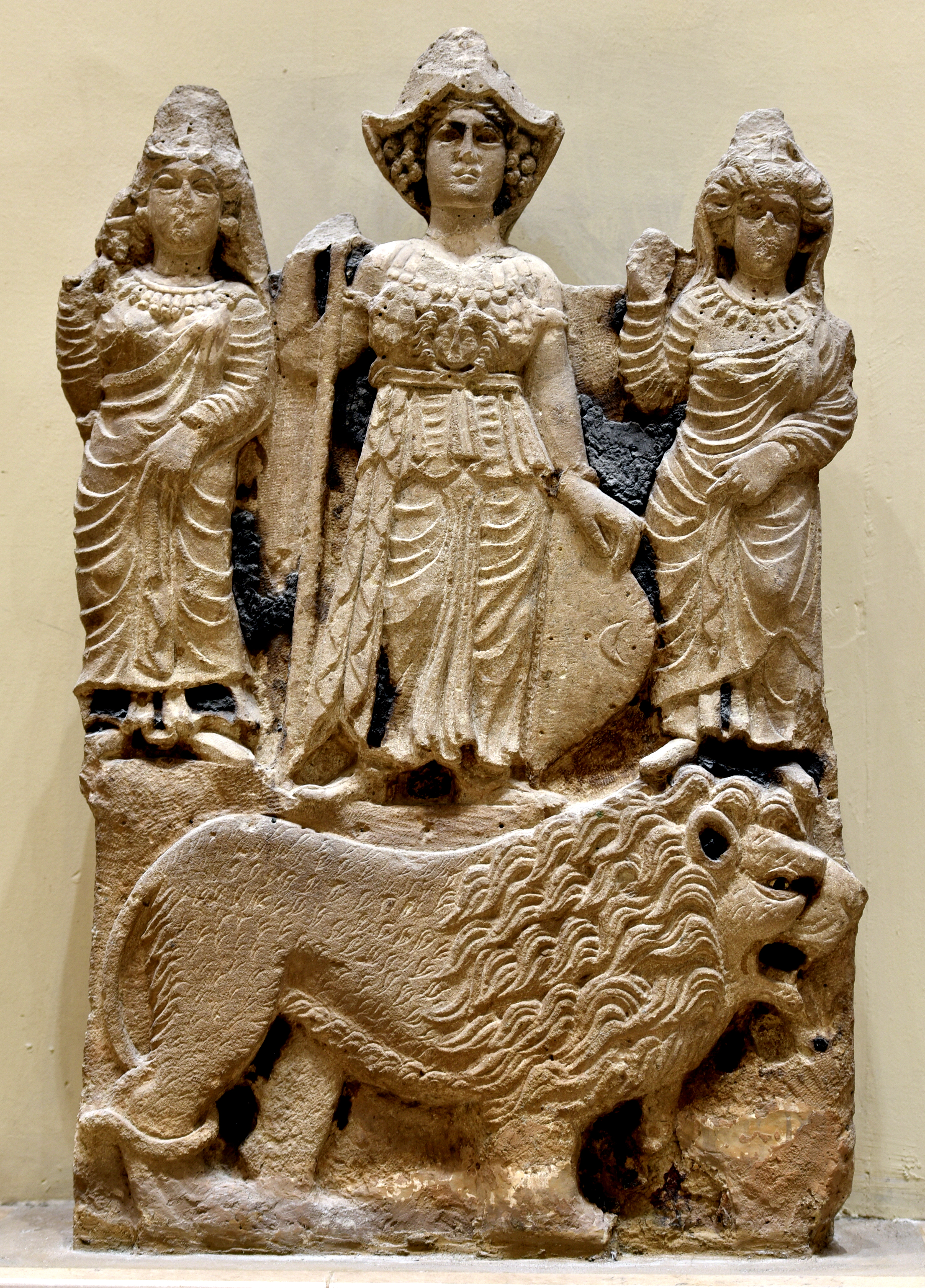
Relief der arabischen Göttinnen Al-Lat, Manat, und al-Uzza aus Hatra

Der Überlieferung nach wurde die Sure in Mekka offenbart, wo die drei Göttinnen al-Lat in einer Statue als Frau, al-Uzza als Baum und die Schicksalsgöttin Manat als Stein verehrt wurden. Alle drei wurden neben dem Hochgott Allah und anderen Göttern wie Hubal in der Kaaba verehrt.
Während einer Stellungnahme zu diesen drei (Schicksals-)Göttinnen begann Mohammed:
(19) Habt ihr Lat und Uzza gesehen,
(20) und auch Manat, diese andere, die dritte?
Hier setzt die Variante ein:
Das sind die erhabenen Kraniche.
Auf ihre Fürbitte darf man hoffen.
während die Verse in der kanonischen Form lauten:
(21) Ist denn für Euch das, was männlich ist, und für Ihn das, was weiblich ist, bestimmt?
(22) Das wäre dann eine ungerechte Verteilung.
(…) Jene sind nur leere Namen, welche ihr und eure Väter für die Götzen ausdachtet, wozu Allah keine Erlaubnis gegeben hat.
Die Überlieferung ist eingebettet in eine Versuchungsgeschichte, in der statt des Erzengels Gabriel, der nach islamischer Tradition den übrigen Koran diktiert hat, Satan die anstößigen Verse diktiert habe, was erst in einer späteren Offenbarung durch den Engel richtiggestellt worden sei.

## Die innerislamische Kontroverse über den Bericht
Zu den wenigen Gelehrten, die diese Überlieferung im Sinne einer Heimsuchung durch Satan für authentisch hielten, gehörten Ibn Taimiya, Ibrahim al-Kurani und Muhammad ibn ʿAbd al-Wahhāb. Hingegen haben sich sämtliche moderne islamische Gelehrte gegen die Authentizität des Berichtes ausgesprochen. Argumente dafür finden sich unter anderem bei Muhammad Abduh, im Korankommentar „Im Schatten des Korans“ von Sayyid Qutb, bei al-Maududi und al-Albānī.

## Deutungen der satanischen Verse in der Islamwissenschaft
Anders als eine psychologisierende Erklärung, die sich vor allem in trivialer und populärwissenschaftlicher Literatur findet, geht die historisch-kritische Analyse überlieferungsgeschichtlich vor. Da sich die Variante nicht in einer tatsächlichen oder vorgeblichen Polemik durch Nichtmuslime findet, haben William Montgomery Watt und Alfred Guillaume für die Ursprünglichkeit der anstößigen Variante plädiert. Im Rahmen der Überlieferungskritik ist es denkbar, dass eine anstößige Variante durch Gemeindebildung einer nichtanstößigen Variante ersetzt wird, nicht jedoch umgekehrt. Die verbundene Versuchungslegende versucht dann, die immer noch bekannten und nicht vollständig verdrängten Verse zu erklären. Die erste schriftliche Endredaktion entstand nach dem Tode des Propheten im Jahre 11 n. H. (632 n. Chr.) zur Zeit des ersten Kalifen Abū Bakr, sodass bis zu diesem Zeitpunkt noch das Eindringen einer Überlieferungsvariante möglich gewesen wäre.

## Die Satanischen Verse in der Literatur
Neben beispielsweise dem Mekka-Handel, der Nacht- und Himmelsreise des Propheten sind die satanischen Verse Bestandteil beinahe jedes islamischen Berichts über das Leben Mohammeds. Weltweite Bekanntheit erlangten die Satanischen Verse durch den in viele Sprachen übersetzten Roman The Satanic Verses (dt. Die satanischen Verse) von Salman Rushdie. Das Buch erschien erstmals 1988. Rushdie wurde am 14. Februar 1989 von dem damaligen iranischen Religionsführer Khomeini mit einer Fatwa belegt, in der er alle Muslime zur Hinrichtung Rushdies aufrief, „auf daß niemand weiter den Islam zu beleiden wagt“. Außerdem wurde ein Kopfgeld in Höhe von einer Million US-Dollar ausgesetzt, das zuletzt im Februar 2012 auf 3,9 Millionen Dollar erhöht wurde. Sowohl auf Rushdie selbst als auch auf Übersetzer und Verleger des Buches wurden Anschläge verübt, mehrere Übersetzer starben.